# Xã liên kết tại Pháp
Tại Pháp, các xã liên kết (tiếng Pháp: communes associées) được thành lập theo Đạo luật sáp nhập xã ngày 16 tháng 7 năm 1971 (cũng còn có tên là Đạo luật Marcellin). Đạo luật cho phép các xã độc lập trước đó duy trì một số cơ quan như
- một xã trưởng, một nhân viên lục sự, một viên chức điều tra tội phạm.
- một văn phòng xã trưởng
- một trung tâm cộng đồng

Ngày 1 tháng 1 năm 2006, có 730 xã liên kết tại Pháp. Đa số các xã liên kết được lập trong vòng 4 năm sau khi Đạo luật Marcellin được thông qua.